# Записки пинчраннера
«Записки пинчраннера» (яп. ピンチランナー調書) — роман японского писателя Кэндзабуро Оэ, вышедший в 1976 году. Затрагивает такие темы своего времени, как насилие и беспокойство японской нью-эйдж молодежи в паранойе ядерного века. Также как и в ряде других романах писателя, «Записки пинчраннера» содержит в себе автобиографические элементы в частности сын Оэ, Хикари, стал прототипом сына главного героя романа и мальчика Мори, который занимает ключевое место в сюжете.
Роман был переведён на польский, китайский, корейский, английский и русский языки. На русский язык был переведён с японского Владимиром Гривниным и впервые напечатан в 11 и 12 номерах журнала «Иностранная литература» за 1981 год. Отдельным изданием в СССР был опубликован в 1983 году сопровождаемым предисловием переводчика «Левый экстремизм перед судом читателя».